# Ордынцы (Винницкая область)
Ордынцы (укр. Ординці) — село на Украине, находится в Винницком районе Винницкой области.
Код КОАТУУ — 0523482502. Население по переписи 2001 года составляет 502 человека. Почтовый индекс — 22244. Телефонный код — 4346.
Занимает площадь 0,158 км².

## Местная власть
22200, Винницкая область, Винницкий район, г. Погребище, ул. Богдана Хмельницкого, 77.